# Gena Showalter
Gena Showalter (* 1975 in Oklahoma) ist eine US-amerikanische Schriftstellerin, die sich auf Jugendbücher sowie zeitgenössische und paranormale Liebesromane spezialisiert hat.
Gena Showalter hat ihr erstes Buch im Alter von 27 Jahren veröffentlicht. Mittlerweile sind von ihr mehr als 40 Werke erschienen. Sie steht auf der Bestsellerliste der New York Times und der USA Today.

## Werke

### Serien
Imperia
1. The Stone Prince, 2004
2. The Pleasure Slave, 2005

Alien Huntress
1. Awaken Me Darkly, 2005
2. Enslave Me Sweetly, 2006
3. Red Handed, 2007
4. Blacklisted, 2007
5. Savor Me Slowly, 2008
6. Tempt Me Eternally in Deep Kiss of Winter (Kresley Cole), 2009
7. Seduce the Darkness, 2009
8. Ecstasy in Darkness, 2010
9. Dark Taste of Rapture, 2011

Atlantis
1. Heart of the Dragon, 2005 (Der Drachenkrieger; 2015; Mira; Hamburg; ISBN 978-3-95649-265-5)
2. Jewel of Atlantis, 2006 (Das Juwel der Nacht; 2016; Mira; Hamburg; ISBN 978-3-95649-293-8)
3. The Nymph King, 2007 (Der Nymphenkönig; 2016; Mira; Hamburg; ISBN 978-3-95649-979-1)
4. The Vampire's Bride, 2009 (Die Braut des Vampirkönigs; 2017; Mira; Hamburg; ISBN 978-3-95649-675-2)
5. The Amazon's Curse, 2009 (Der Flucht der Amazone; 2017; Mira; Hamburg; ISBN 978-3-95576-774-7)

Die Herren der Unterwelt (Lords of the Underworld)
1. The Darkest Fire (Schwarzes Feuer; Kurzgeschichte in Schwarze Herzen; 2013; Mira, Hamburg ISBN 978-3-86278-829-3)
2. The Darkest Night (Schwarze Nacht; 2009; Mira, Hamburg, ISBN 978-3-89941-641-1)
3. The Darkest Kiss (Schwarzer Kuss; 2010; Mira, Hamburg, ISBN 978-3-89941-649-7)
4. The Darkest Pleasure (Schwarze Lust; 2010; Mira, Hamburg, ISBN 978-3-89941-650-3)
5. The Darkest Prison (Schwarzes Verlies; 2013; Mira, Hamburg, ISBN 978-3-86278-688-6)
6. The Darkest Whisper (Schwarzes Flüstern; 2010; Mira, Hamburg, ISBN 978-3-89941-816-3)
7. The Darkest Angel (Schwarzer Engel; 2013; Mira, Hamburg, ISBN 978-3-86278-825-5)
8. The Darkest Passion (Schwarze Leidenschaft; 2011; Mira, Hamburg, ISBN 978-3-89941-892-7)
9. The Darkest Lie (Schwarze Lügen; 2011; Mira, Hamburg, ISBN 978-3-89941-959-7)
10. The Darkest Secret (Schwarzes Geheimnis; 2012; Mira, Hamburg, ISBN 978-3-86278-325-0)
11. The Darkest Surrender (Schwarze Niederlage; 2012; Mira, Hamburg, ISBN 978-3-86278-486-8)
12. The Darkest Seduction (Schwarze Verführung; 2013; Mira, Hamburg ISBN 978-3-86278-712-8)
13. The Darkest Craving (Schwarzes Verlangen; März 2014; Mira, Hamburg, ISBN 978-3-95649-006-4)
14. The Darkest Touch (Schwarze Berührung; Mai 2015; Mira, Hamburg, ISBN 978-3-95649-186-3)
15. The Darkest Torment (Schwarze Pein; 2017; Mira, Hamburg, ISBN 978-3-95649-649-3)

Tales of an Extraordinary Girl
1. Playing With Fire, 2006
2. Twice as Hot, 2010

Royal House of Shadows
1. Lord of the Vampires (Der Vampirprinz; 2012; Mira, Hamburg, ISBN 978-3-86278-467-7)
2. Lord of Rage (Die Traumprinzessin)
3. Lord of the Wolfyn (Das Herz des Werwolfs)
4. Lord of the Abyss (Lord der Toten Seelen)

Angels of the Dark
1. Wicked Nights (Verruchte Nächte; 2013; Mira, Hamburg, ISBN 978-3-86278-747-0)
2. Beauty Awakening (Sinnliches Erwachen; Februar 2014; Mira, Hamburg, ISBN 978-3-86278-877-4)
3. Burning Dawn (Himmelsfeuer; September 2014; Mira, Hamburg, ISBN 978-3-95649-070-5)

Otherworld Assassins
- Last Kiss Goodnight, 2012

Broken Hearts
- The Closer You Come (Gefährliche Nähe; 2016; Mira, Hamburg, ISBN 978-3-95649-278-5)
- The One You Want (Verbotene Berührungen; 2016; Mira, Hamburg, ISBN 978-3-95576-606-1)
- The Hotter You Burn (Brennende Sehnsucht; 2016; Mira, Hamburg, ISBN 978-3-95649-591-5)

### Zeitgenössische Romantik
- Animal Instincts, 2007
- Catch A Mate, 2007

### Jugendbücher
Stand Alone
- Oh My Goth, 2006

Alien Huntress world
1. Red Handed, 2007
2. Blacklisted, 2007

... verliebt
1. Intertwined (Unsterblich verliebt; 2011, Mira, Hamburg, ISBN 978-3-89941-872-9)
2. Unraveled (Verflucht verliebt; 2012, Mira, Hamburg, ISBN 978-3-89941-985-6)
3. Twisted (Höllisch verliebt; 2012, Mira, Hamburg, ISBN 978-3-86278-354-0)

White Rabbit Chronicles
1. Alice in Zombieland (Alice im Zombieland; 2013, Mira, ISBN 978-3-86278-986-3)
2. Through the Zombie Glass (Rückkehr ins Zombieland; 2014, Mira, ISBN 978-3-95649-037-8)
3. The Queen of Zombie Hearts (Showdown im Zombieland; 2015, Mira, ISBN 978-3-95649-203-7)
4. A mad Zombie Party (Verrat im Zombieland; 2016, Mira, ISBN 978-3-95967-034-0)